# Abba Kovner

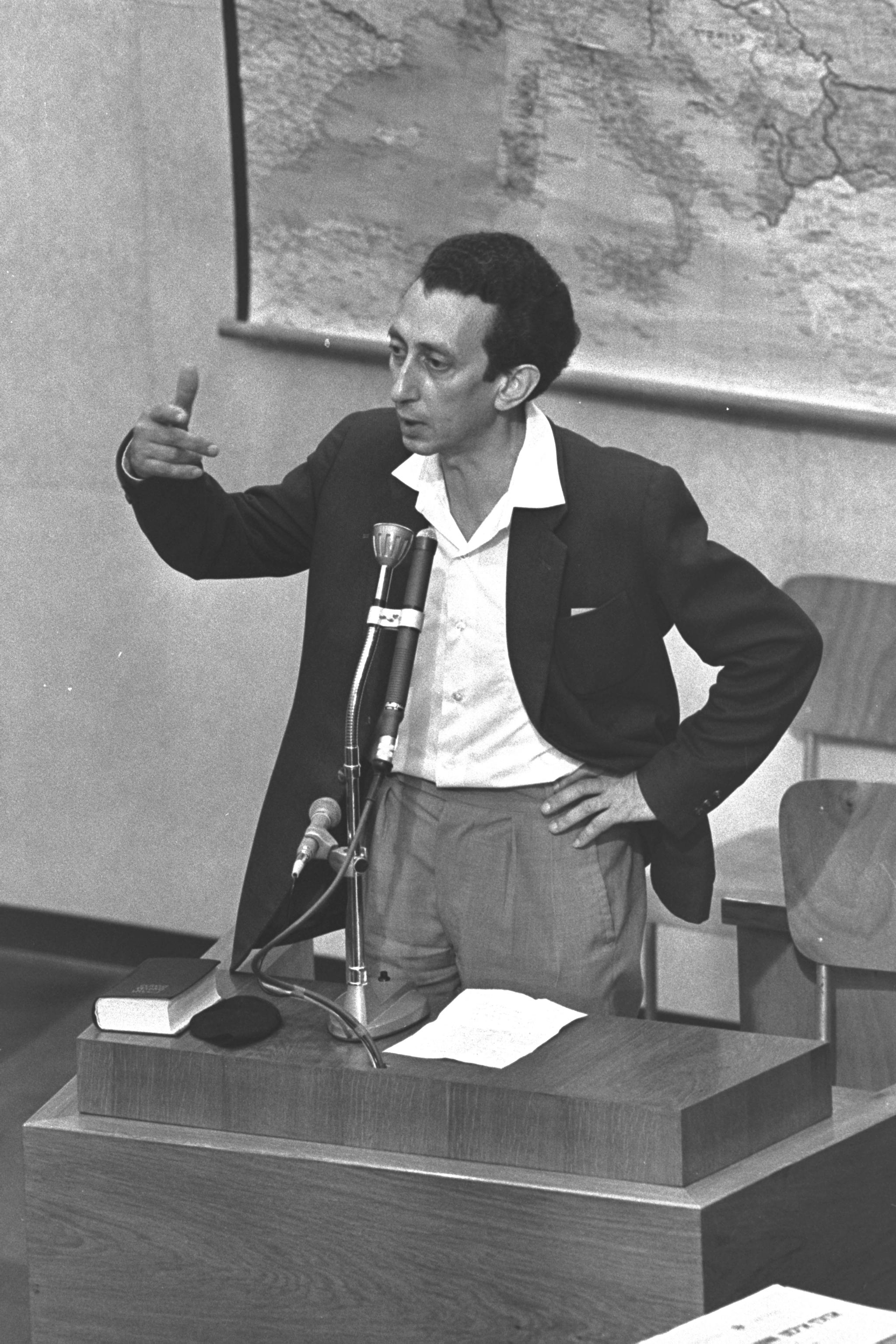
Kovner während des Eichmann-Prozesses 1961

Abba Kovner (hebräisch אַבָּא קוֹבְנֶר, jiddisch קאָוונער, auch Abba Kowner; * 14. März 1918 in Aschmjany; † 25. September 1987 im Kibbuz En HaChoresch, Israel) war ein litauisch-israelischer Schriftsteller, Partisanenführer im Zweiten Weltkrieg und Gründer der Organisation Nakam.

## Leben

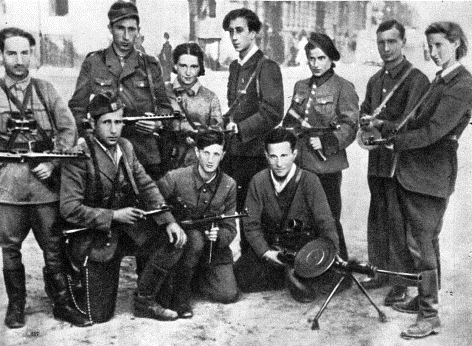
Jüdische Widerstandskämpfer nach der sowjetischen Einnahme Wilnas (Juli 1944), in der Mitte Kovner

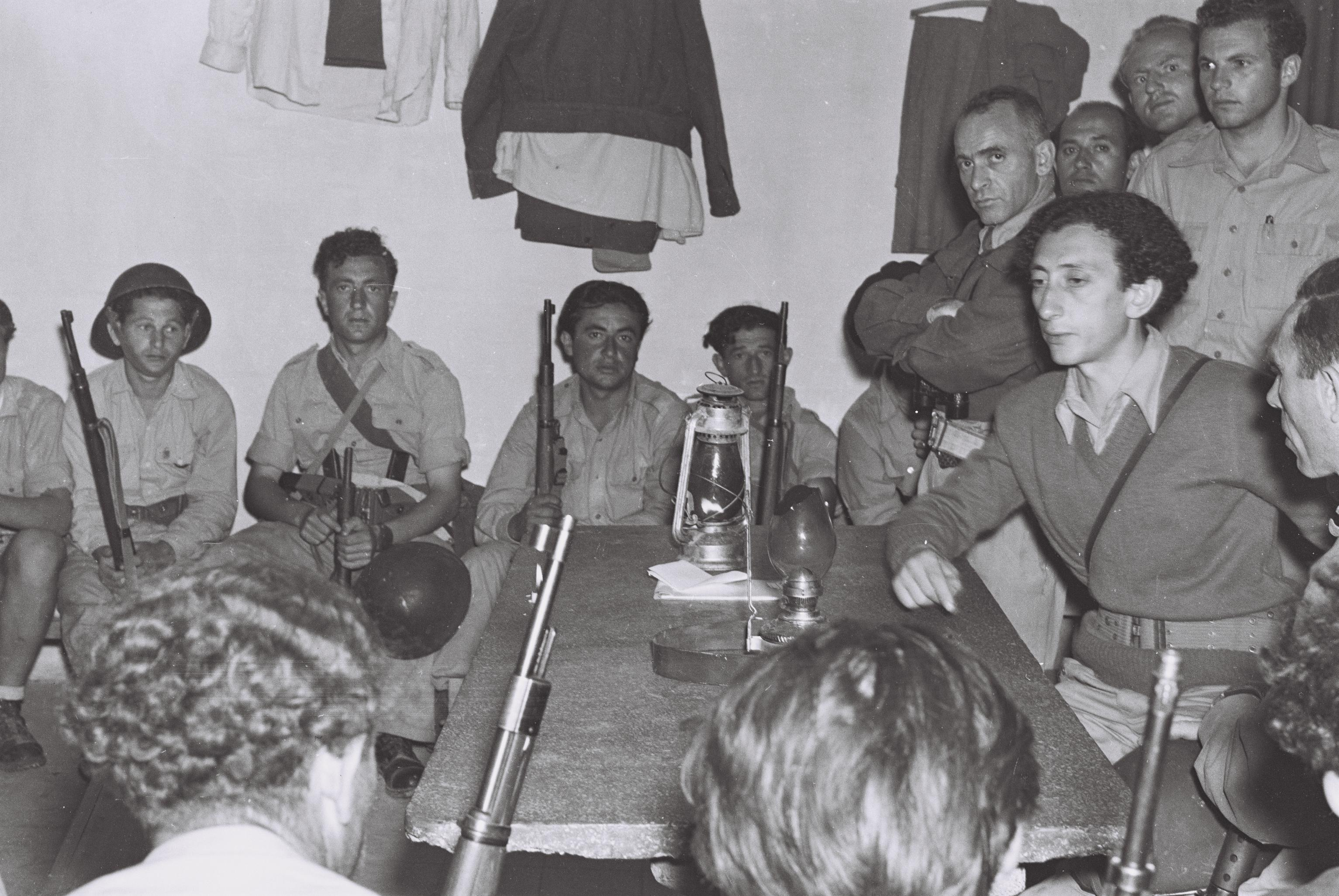
Kovner (damals Politkommissar der Givʿati-Brigade) vorne rechts bei der Einsatzbesprechung mit Hagana-Angehörigen des Kibbuz Jad Mordechai während des israelischen Unabhängigkeitskrieges, 17. Mai 1948

Abba Kovner wuchs in Wilna, heute Vilnius in Litauen, auf und war als Jugendlicher Mitglied in der Jugendbewegung HaSchomer haZaʿir. Seine geplante Auswanderung nach Palästina wurde durch den Ausbruch des Zweiten Weltkriegs vereitelt. Während der deutschen Besetzung von Wilna blieb Kovner in der Stadt, zunächst unter dem Schutz von Dominikanerinnen, darunter Cecylia Roszak (1908–2018), später im Ghetto von Vilnius. Als einer der Anführer des jüdischen Widerstands beteiligte sich Kovner am bewaffneten Aufstand und veröffentlichte ein Manifest, worin er die Juden aufforderte, sich „nicht wie Schafe zur Schlachtbank“ führen zu lassen. In den Wäldern rund um Wilna bekämpfte er als Kommandeur der Fareinikte Partisaner Organisatzije die deutschen Besatzer.
Nach Kriegsende gehörte Kovner zu den Gründern der Untergrundbewegung Bricha und beteiligte sich an der Fluchthilfe für Hunderttausende von Menschen aus Osteuropa nach Palästina. In den letzten Kriegsmonaten gründete er die Organisation Nakam (Rache). Für einen Racheplan an den Deutschen für die im Holocaust ermordeten Juden fuhr er 1945 nach Palästina, um dort Giftstoffe und Geld zu beschaffen, um das Trinkwasser von Nürnberg zu vergiften. Er wurde aber bei seiner versuchten Rückkehr nach Europa vom britischen Geheimdienst abgefangen und vier Monate in einem Gefängnis in Ägypten festgehalten. Als Teil der von Kovner geplanten Aktionen wurde daraufhin von seinem Stellvertreter in der Nakam, Pascha Reichman (Jitzchak Avidov), ein Giftanschlag auf kriegsgefangene SS-Angehörige im Internierungslager in Nürnberg-Langwasser zur Ausführung gebracht, bei dem 2000 Insassen an vergiftetem Brot zwar erkrankten, aber überlebten. Die Nakam-Kommandos wurden danach aufgelöst.
Während seiner Haft in Ägypten schrieb Abba Kovner das Gedicht ʿAd lo or (עַד לֹא אוֹר ‚Bis es kein Licht mehr gibt‘, 1947). In den folgenden Jahren veröffentlichte er weitere Gedichtbände sowie eine Prosa-Trilogie mit Erinnerungen an die Givʿati-Brigade.
Nach seiner Entlassung aus dem Gefängnis wurde er Mitglied des Kibbuz En HaChoresch und kämpfte seit Beginn des israelischen Unabhängigkeitskrieges als Offizier in der Givʿati-Brigade. Kovner sagte später im Eichmann-Prozess aus.
1946 heiratete er Vitka Kempner, eine Kampfgefährtin aus dem Partisanenkampf, 1948 wurde ihr Sohn Michael in Chadera geboren.

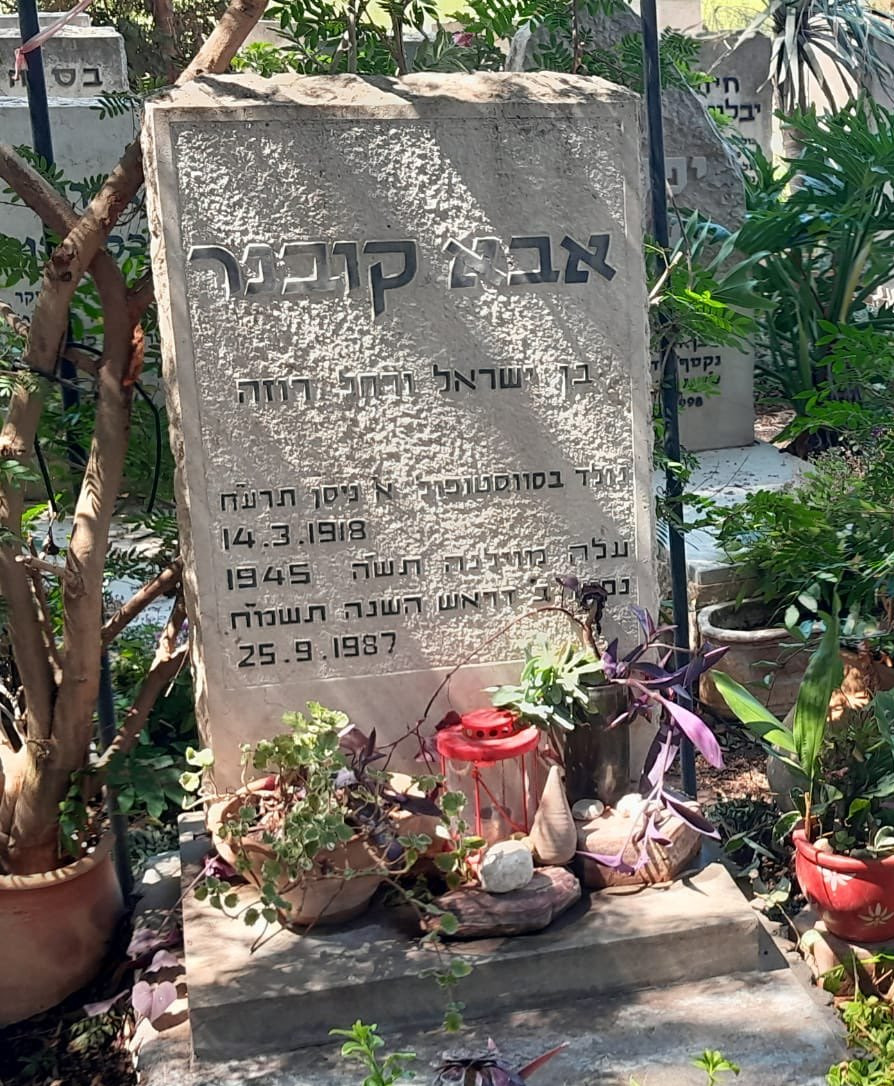
Abba Kovners Grab im Kibbuz ʿEjn haChoresch

1970 wurde Abba Kovner mit dem Israel-Preis ausgezeichnet. Er starb 1987 am zweiten Tag des jüdischen Neujahrsfestes und wurde in seinem Kibbuz Ejn haChoresch (in der Scharonebene zwischen Netanja und Chadera) begraben. Der israelische Politiker Meʾir Vilner war sein Cousin.

## Werke
Werke Kovners sind in Jiddisch, vorwiegend in Hebräisch und zum Teil in englischer Übersetzung gedruckt worden.